# Ülo Lumiste
Ülo Lumiste, né le 30 juin 1929 à Vändra, est un mathématicien estonien, membre de l'Académie estonienne des sciences depuis 1993.

## Distinctions
- Ordre de l'Étoile blanche d'Estonie de 3e classe, 1999